# Рьенда, Мария Хосе
Мария Хосе Рьенда Контрерас (исп. María José Rienda Contreras, род. 29 июня 1975, Гранада, Испания) — испанская горнолыжница, участница 5 подряд зимних Олимпиад (1994—2010). Наиболее успешно выступала в гигантском слаломе.

## Результаты
За карьеру одержала 6 побед на этапах Кубка мира, все — в гигантском слаломе в 2005—2006 годах. Также на счету испанки 1 второе и 4 третьих места на этапах Кубка мира в гигантском слаломе. Три сезона подряд (2003/04, 2004/05 и 2005/06) попадала в тройку лучших Кубка мира в зачёте гигантского слалома.
Лучший результат на Олимпийских играх — 6-е место в гигантском слаломе на Олимпиаде 2002 года в Солт-Лейк-Сити.
На зимних Олимпийских играх 2010 в гигантском слаломе заняла 38-е место.